# Kit Harington
Christopher Catesby "Kit" Harington (født 26. december 1986) er en britisk skuespiller, kendt for rollen som Jon Snow i tv-serien Game of Thrones.

## Udvalgt filmografi

### Film
- Silent Hill: Revelation 3D (2012) – Vincent Cooper
- Pompeii (2014) – Milo
- Sådan træner du din drage 2 (2014) – Eret, stemme
- Testament of Youth (2014) – Roland Leighton
- Seventh Son (2014) – Billy Bradley
- Spooks: The Greater Good (2015) – Will Holloway
- Eternals (2021)

### Tv-serier
- Game of Thrones (2011–19) – Jon Snow